# حسین‌آباد (بوانات)
حسین‌آباد (بوانات)، روستایی از توابع بخش مرکزی شهرستان بوانات در استان فارس ایران است.

## جمعیت
این روستا در دهستان باغستان قرار دارد و براساس سرشماری مرکز آمار ایران در سال ۱۳۸۵، جمعیت آن زیر ۲۲ نفر(۴خانوار) بوده‌است.